# SnowWorld Terneuzen
SnowWorld Terneuzen is een indoorskibaan in de Nederlandse stad Terneuzen in Zeeuws-Vlaanderen. Vroeger heette de skibaan Skidôme, totdat ze door SnowWorld werd overgenomen.
SnowWorld Terneuzen heeft twee pistes. De beginnerspiste is 110 meter lang en heeft een loopband, de gevorderde piste is 200 meter lang (19%, rode piste) en heeft twee sleepliften. Er ligt 5000 kubieke meter sneeuw in de hal. SnowWorld Terneuzen heeft één horecagelegenheid in het pand (restaurant Leckerrr).

## Geschiedenis
Begin 2007 begon men met de bouw van een indoorskibaan in Terneuzen. Op 17 oktober 2008 werd het skicentrum onder de naam Snowbase officieel geopend.
Nadat de skihal eerder failliet was gegaan werd de skihal op 1 oktober 2012 heropend als Skidôme Terneuzen.
In februari 2019 nam SnowWorld de SIS Leisure Group over die de indoorskibanen Skidôme Terneuzen in Terneuzen en Skidôme Rucphen in Rucphen bezat, evenals een indoor-skydivehal in Roosendaal.